# 1971年烏干達政變
1971年烏干達政變是指在1971年1月25日，烏干達陸軍總司令伊迪·阿敏率領的軍隊發動軍事政變，並成功推翻烏干達總統米爾頓·奧博特政府。在米爾頓·奧博特任內，烏干達軍隊反對該社會主義政權，認為其國內政策威脅軍人的經濟利益，因而計劃奪取政權。在政變發動之際，米爾頓·奧博特離開烏干達，並參加英聯邦在新加坡舉行的政府首腦會議。不過伊迪·阿敏仍然擔心米爾頓·奧博特可能反擊，並自立為獨裁者。這次軍事政變經常被視為是軍隊集體行動的案例。